# Heiligenberg-Kirche (Hautzendorf)

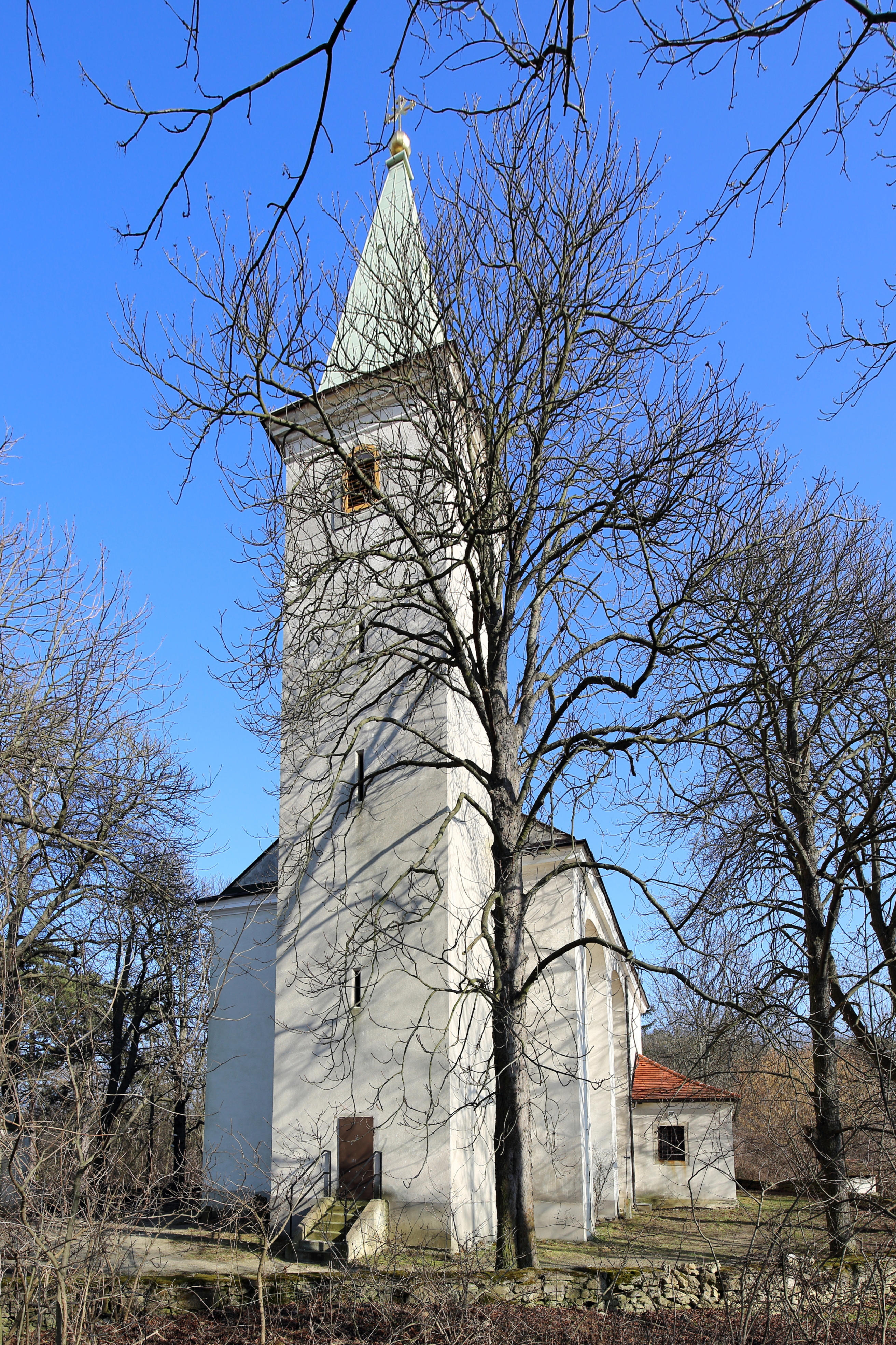
Kath. Wallfahrtskirche hl. Lambert am Heiligenberg

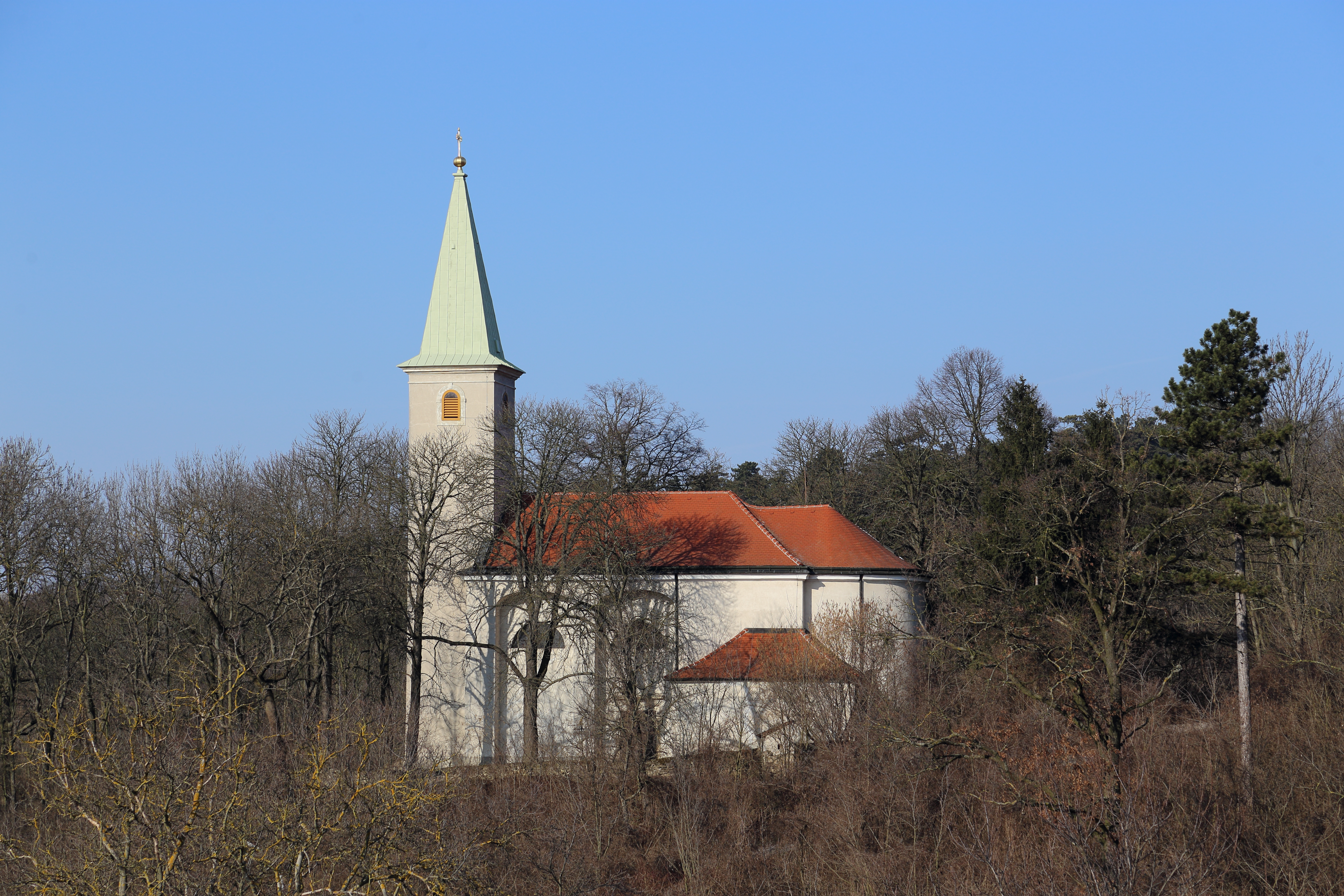
Südansicht der Wallfahrtskirche

Die römisch-katholische Wallfahrtskirche am Heiligen Berg (bzw. Wallfahrtskirche am Heiligenberg) steht am Heiligen Berg nördlich der Ortschaft Hautzendorf in der Gemeinde Kreuttal im Bezirk Mistelbach in Niederösterreich. Sie ist dem heiligen Lambert geweiht und gehört gemeinsam mit der Ortskirche Hautzendorf zur Pfarre Hautzendorf im Pfarrverband Um den Heiligen Berg im Dekanat Wolkersdorf im Vikariat Unter dem Manhartsberg der Erzdiözese Wien. Das Bauwerk steht unter Denkmalschutz (Listeneintrag). Sie gilt als eine der ältesten Kirchen Niederösterreichs.

## Lagebeschreibung
Die Kirche steht auf dem Heiligenberg weitab des Ortes nördlich von Hautzendorf auf einem bewaldeten Hügel. Sie wird von der ehemaligen Kirchhofmauer mit giebel- und zinnenbekröntem Rundbogenportal aus dem 17. Jahrhundert umgeben.

## Geschichte
Der Heilige Berg wurde 1178 in zwei Schenkungsurkunden im Urbar des Stiftes Klosterneuburg zur Zeit der Herrschaft des Babenbergerherzoges Leopold V. erstmals urkundlich erwähnt. Die Gründung der Pfarre Heiligenberg dürfte im 12. Jahrhundert von Passau ausgehend erfolgt sein. Im Pfarrverzeichnis des Passauer Bischofs Otto von Lonsdorf, das 1254 bis 1256 angelegt wurde, steht geschrieben: „[…] item in monte sancto villa tota com ecclesi' […]“ (deutsch: ‚[…] Dann am Heiligen Berg ein ganzes Haus mit der Kirche […]‘)
Verschiedene Urkunden weisen auch in späterer Zeit auf eine „Veste Heiligenberg“ hin. 1571 wird die Kirche als Ruine beschrieben, die auf einem Anger steht, inmitten eines 15 Joch großen Teiches. Die abgegangene Ortschaft Heiligenberg, die am Fuße des Heiligenberges gelegen ist, wird im 15. Jahrhundert letztmals erwähnt. Vermutlich wurde sie im Zuge der Ersten Wiener Türkenbelagerung im Jahr 1529 zerstört.
Nach einer Legende soll der Ort von verheerenden Überschwemmungen, die in Folge von Unwettern auftraten, zerstört worden sein. Die Legende besagt, dass dies die Strafe für eine übermütige Tat des Ortsrichters war. Nach einem Streit mit dem befreundeten Priester, lockte der Ortsrichter diesen im Zuge eines Versehganges in sein Haus. Dort fand der Priester statt einem Kranken ein totes Schwein vor. Der Untergang der Siedlung durch eine Überschwemmung erhärtete sich in den 1970er Jahren, als im Rahmen von Trockenlegungsarbeiten im ehemaligen Teichfeld umgeknicktes Schilfrohr gefunden wurde.
1690 wurde das heutige Kirchengebäude errichtet und erneut zur Pfarrkirche erhoben.
Das Gebiet der Pfarre Heiligenberg erstreckte sich über Heiligenberg, Hautzendorf und Traunfeld, war aber wegen seiner mangelnden Geldeinkünfte sehr häufig nicht mit einem Priester besetzt. Die Gemeinde wurde hauptsächlich von der Doppelpfarre Pillichsdorf-Ulrichskirchen betreut, manchmal aber auch von Priestern aus Nachbarpfarren.
Erst im Jahr 1724 wurde ein eigener Vikar bestellt, der in Traunfeld seinen Sitz hatte. 1769 erteilte das Konsistorium in Passau die Erlaubnis, zum Bau einer Kirche in Hautzendorf, die ebenfalls dem heiligen Lambert geweiht wurde. Im Sommer wurden die Gottesdienste in der Heiligen-Berg-Kirche abgehalten und im Winter ab 1771 in der Ortskapelle in Hautzendorf und ab 1797 auch in der Kirche in Traunfeld.
1844 erhielten sowohl Hautzendorf als auch Traunfeld eigenständige Ortsfriedhöfe. Bis zu diesem Zeitpunkt wurden die Bewohner von Hautzendorf am Heiligen Berg begraben. Deshalb wird der zur Kirche führende Weg heute noch umgangssprachlich „Totenweg“ genannt.
Am 31. Juli 1857 erhielt die Kirche am Heiligen Berg von Papst Pius IX. das Altarprivilegium.
1890 wurde die Kirche auf Grund von Baufälligkeit gesperrt. Ein daraufhin gegründetes Komitee trat 1896 zusammen, mit dem Ziel, die Kirche zu restaurieren. Zum Komitee zählten Geistliche und viele Laien aus den umliegenden Ortschaften. Um 1900 wurde die Kirche restauriert. 1961 wurde der Turm restauriert. 1971 bis 1973 wurde die abermals vom Verfall bedrohte Kirche einer gründlichen Restaurierung unterzogen. 1998 wurde die Orgel generalsaniert.
Am Sonntag vor oder nach den Fest des heiligen Lambert findet traditionell die Lambertiwallfahrt statt. Eine weitere Wallfahrt zum Heiligenberg ist jedes Jahr zu Christi Himmelfahrt.

## Kirchenbau

### Kirchenäußeres
Die Kirche ist ein barocker Saalbau vom Ende des 17. Jahrhunderts. Die leicht eingezogene Apsis ist halbkreisförmig geschlossen. Der gotische Westturm stammt vom Vorgängerbau und ist etwas aus der Mittelachse gerückt. Er weist gotische Schlitzfenster auf und ist durch ein Zeltdach gedeckt. An der Nord- und Südseite sind Rechteckportale in Steinrahmung aus der zweiten Hälfte des 17. Jahrhunderts. Die Wände der Apsis sind von Rundbogenfenstern durchbrochen. Südlich schließt ein Sakristeianbau an.

### Kircheninneres
Das Langhaus hat drei Joche mit einem Stichkappentonnengewölbe. Die Joche sind durch Gurtbögen abgeteilt, die auf Wandpfeilern und einem durchgehenden verkröpften Gesims ruhen. Im östlichen Joch des Kirchenschiffes sind Rundbogennischen. Die dreiachsige platzlunterwölbte Empore ruht auf toskanischen Säulen.

## Ausstattung
Der Hochaltar ist eine barocke Säulenädikula aus Stuckmarmor mit einem Sprenggiebel. Auf dem Giebel steht eine Figurengruppe, die die Heiligste Dreifaltigkeit darstellt. Das Altarblatt zeigt den heiligen Lambert. Über den Opfergangsportalen stehen Schnitzfiguren der Heiligen Josef und Leopold aus der ersten Hälfte des 18. Jahrhunderts. Die Kanzel ist im klassizistischen Stil gestaltet. Zwei Ölbilder aus der Zeit um 1800 zeigen den heiligen Johannes der Täufer und eine Madonnendarstellung. In der Kirche befindet sich außerdem eine weiß bemalte Figurengruppe mit dem heiligen Johannes Nepomuk aus der zweiten Hälfte des 18. Jahrhunderts.
Die Grabsteine an der Außenmauer stammen aus den Jahren 1832, 1842, 1850 sowie 1868.

## Orgel
Die Orgel stammt aus dem Jahr 1900 von Franz Capek und Max Zachistal. Die historistische Orgel im marmorierten Gehäuse mit vergoldeten Schnitzereien hat acht Register und zwei Koppeln. Sie hat folgende Disposition:
| Manual C–f3 |           |       |
| 1.          | Principal | 8′    |
| 2.          | Gamba     | 8′    |
| 3.          | Bourdon   | 8′    |
| 4.          | Oktave    | 4′    |
| 5.          | Flöte     | 4′    |
| 6.          | Mixtur    | 2 ⁄3′ |

| Pedal C–h0 |           |     |
| 7.         | Subbaß    | 16′ |
| 8.         | Octavbass | 8′  |

- Koppeln:

Normalkoppel: Man/P;
Superoktavkoppel: (ausgebaut bis g4) (Pfeifenreihen jedoch nicht ausgebaut, die Superoktav-Koppel arbeitet daher nur bis f2)
Das Werk wurde jeweils im Jahr 1998 und 2014 restauriert. Stimmsystem: Gleichstufig, 435 Hz bei 20 °C und einem Winddruck von 73 mm Wassersäule.

## Glocken
Die Glocke wurde 1452 von Michael Anthofer gegossen. Sie wiegt 450 kg und ist auf den Ton C gestimmt. Sie weist neben Reliefs mit Szenen der Kreuzigung die Inschrift „O rex gloriae – veni in pace“ (deutsch: „Oh König der Herrlichkeit, komm in Frieden“) auf.
Während des Zweiten Weltkrieges wurde die Glocke im Turm der Ortskirche aufgehängt, wurde jedoch am 15. Mai 1955 wieder in die Kirche am Heiligenberg gebracht. Die Glocke steht heute unter Denkmalschutz.